# 亀井英三郎

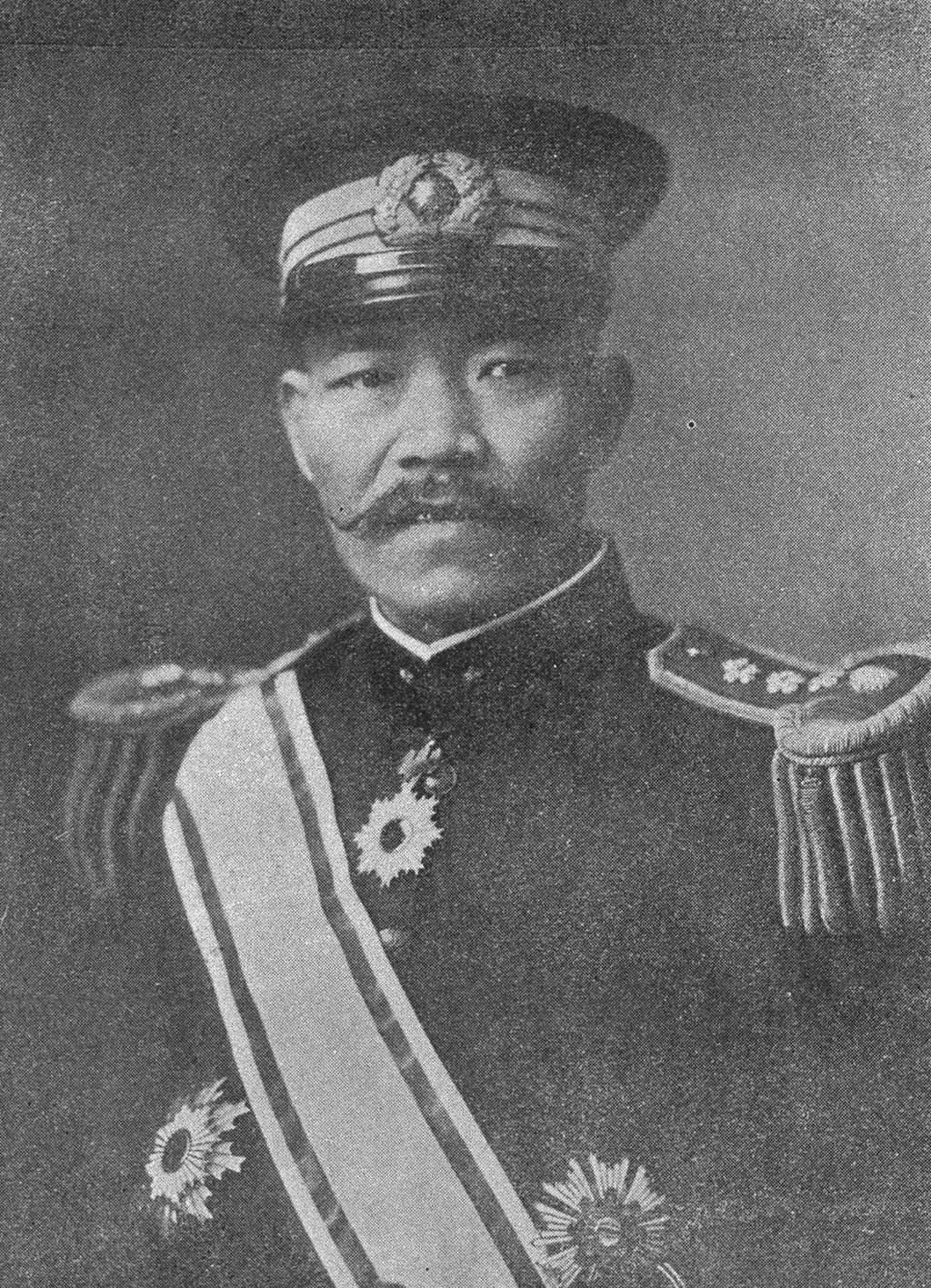
亀井英三郎

亀井 英三郎（かめい えいざぶろう、1864年4月29日（元治元年3月24日） - 1913年（大正2年）2月26日）は、日本の法制・内務官僚、政治家。貴族院議員。肥後国（現熊本県）出身。

## 経歴
熊本藩士・亀井忠左衛門の三男として生まれる。1888年（明治21年）、帝国大学法科大学（現東京大学法学部）卒業。同年12月、高等試験に合格し法制局試補となる。1890年（明治23年）、法制局参事官に就任。
1902年（明治35年）2月、徳島県知事に就任。その後、1904年（明治37年）1月に静岡県知事、1905年（明治38年）12月、宮城県知事に就任。
1908年（明治41年）の第2次桂内閣の際に警視総監に就任。1911年（明治44年）8月24日、貴族院勅選議員に任じられ、死去するまで在任。
1913年（大正2年）2月26日、死去。墓所は東京都港区にある青山霊園警視庁墓地。

## 栄典・授章・授賞
位階
- 1891年（明治24年）11月28日 - 従七位[2]
- 1899年（明治32年）4月10日 - 正五位[3]
- 1904年（明治37年）5月10日 - 従四位[4]
- 1909年（明治42年）5月21日 - 正四位[5]

勲章等
- 1899年（明治32年）12月27日 - 勲四等旭日小綬章[6]
- 1903年（明治36年）12月26日 - 勲三等瑞宝章[7]
- 1906年（明治39年）4月1日 - 勲二等旭日重光章[8]・明治三十七八年従軍記章[9]
- 1911年（明治44年）8月24日 - 勲一等瑞宝章[10]

## 親族
- 養子 亀井光政（内務官僚）[11]
- 娘婿 笹井幸一郎（内務官僚）[12]